# 宮島大輔
宮島 大輔（みやじま だいすけ、1973年4月21日 - ）は、日本放送協会 (NHK) のチーフアナウンサー。

## 来歴
埼玉県ふじみ野市出身。城西大学付属川越高等学校、学習院大学法学部政治学科卒業。大学在学時には、学習院輔仁会公認のアウトドア系サークル「あるける同好会」の主将を務めていた。
大学を卒業後、1997年にNHKに入局。2015年4月宮崎局赴任時より、チーフアナウンサーとなる。

## 担当番組

### 仙台放送局時代
- おはよう宮城 - キャスター[3]
- スポーツ中継[3]
- みやぎラジオプロジェクト[5]

### 東京アナウンス室時代
- 首都圏ネットワーク - リポーター
- 100年インタビュー
- ホリデーインタビュー - 制作担当
- NHK BSニュース - キャスター[6]（2014年6月30日から）

### 盛岡放送局時代（1度目）
- おばんですいわて - 「宮島アナの山めぐり」担当[7]

### ラジオセンター時代
- ラジオ深夜便 - プロデューサー（2018年6月 - ）
- マイあさ! - ディレクター兼リポーター